# Arthroleptis
Arthroleptis är ett släkte av groddjur. Arthroleptis ingår i familjen Arthroleptidae.

## Bildgalleri

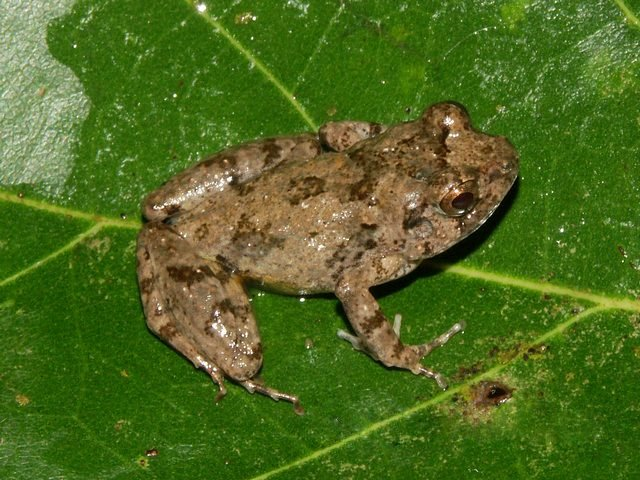

## Dottertaxa tillArthroleptis, i alfabetisk ordning[1]
- Arthroleptis adelphus
- Arthroleptis adolfifriederici
- Arthroleptis affinis
- Arthroleptis bioko
- Arthroleptis bivittatus
- Arthroleptis brevipes
- Arthroleptis carquejai
- Arthroleptis crusculum
- Arthroleptis francei
- Arthroleptis hematogaster
- Arthroleptis krokosua
- Arthroleptis lameerei
- Arthroleptis lonnbergi
- Arthroleptis loveridgei
- Arthroleptis mossoensis
- Arthroleptis nimbaensis
- Arthroleptis nlonakoensis
- Arthroleptis phrynoides
- Arthroleptis poecilonotus
- Arthroleptis pyrrhoscelis
- Arthroleptis reichei
- Arthroleptis schubotzi
- Arthroleptis spinalis
- Arthroleptis stenodactylus
- Arthroleptis stridens
- Arthroleptis sylvaticus
- Arthroleptis taeniatus
- Arthroleptis troglodytes
- Arthroleptis tuberosus
- Arthroleptis wahlbergii
- Arthroleptis variabilis
- Arthroleptis vercammeni
- Arthroleptis xenochirus
- Arthroleptis xenodactyloides
- Arthroleptis xenodactylus
- Arthroleptis zimmeri